# 莫倫格拉夫鄉
44°28′N 24°07′E / 44.467°N 24.117°E
莫倫格拉夫鄉（羅馬尼亞語：Comuna Morunglav, Olt），是羅馬尼亞的鄉份，位於該國南部，由奧爾特縣負責管轄，面積62平方公里，海拔高度226米，2007年人口2,755，人口密度每平方公里44人。